# یوزف پوزیپال
یوزف پوزیپال (به آلمانی: Josef Posipal) بازیکن فوتبال و مدافع اهل آلمان است که از سال ۱۹۵۱ میلادی عضو تیم ملی فوتبال آلمان بوده‌است. وی در ۳۱ بازی ملی حضور داشته‌است و آخرین بازی ملی خود را در سال ۱۹۵۶ میلادی انجام داد. یوزف پوزیپال در بازی‌های ملی‌اش ۱ گل به ثمر رساند.